# Аламогордо
Аламого́рдо (англ. Alamogordo, от испанского alamo gordo — толстый тополь) — город на юго-западе США, административный центр округа Отеро штата Нью-Мексико. Население — 35,6 тыс. человек (2007). Вблизи города расположены две крупные военные базы: авиабаза Холломан и ракетный полигон «Уайт-Сэндс». Одна из местных достопримечательностей — бывший полигон Аламогордо, на котором в 1945 году был произведён первый в истории ядерный взрыв.

## История
Город Аламогордо был основан в июне 1898 года при строительстве железной дороги до Эль-Пасо. Владелец компании Северо-западных железных дорог (англ. Northwestern Railroad), строившей эту железную дорогу, Чарльз Б. Эдди (англ. Charles B. Eddy), оказал сильное влияние на планировку и облик будущего города. Под его влиянием появились крупные широкие улицы и разветвлённая сеть ирригационных каналов. Историческая планировка города складывалась из улиц направления запад-восток с номерными обозначениями и улиц направления север-юг с наименованиями в честь штатов, президентов и университетов. Шоссе 54 в пределах города получило наименование «бульвар Белых песков» (англ. White Sands Blvd.), хотя первоначальное наименование было «Пенсильвания авеню» (англ. Pennsylvania Ave.).
Некоторые исторические здания в городе построены в 1930-е годы по программам Управления общественных работ (WPA). Наиболее известно из них административное здание на Нью-Йорк Авеню, номер 1101. Здание в стиле «пуэбло» было построено для почтового офиса в 1938 году. Это здание включено в национальный реестр исторических мест США. Главный вход в 1942 году был украшен фресками Питера Хёрда.

### Атомные исследования
Первый в истории человечества атомный взрыв был произведён 16 июля 1945 года на полигоне Аламогордо. Место взрыва, известное как «Тринити», находится примерно в 60 милях (97 км) от Аламогордо. В этой точке взрывы больше не производились. По состоянию на 2008 год это историческое место находится в ведении ракетного полигона «Уайт-Сэндс». В первую субботу апреля и первую субботу октября оно открыто для посетителей.

### Аэрокосмические исследования
10 декабря 1954 года на испытаниях модельных ракетных устройств для катапультирования на больших высотах на авиабазе Холломан близ Аламогордо полковник Джон Пол Стэпп подвергся рекордной перегрузке в 46,2 g (при торможении от скорости 632 миль/час до полной остановки за 1¼ секунды).
Первым человекообразным в космосе был шимпанзе по кличке Хэм (англ. HAM), проходивший тренировки на базе Холломан. Его кличка составлена из аббревиатуры наименования подразделения «Holloman Aero Medical». 31 января 1961 года он был запущен в космос с мыса Канаверал во Флориде и совершил суборбитальный космический полёт длительностью 16,5 минут и протяжённостью 155 миль. После смерти в январе 1983 года Хэм был похоронен перед фасадом Музея космической истории в Аламогордо.
В марте 1982 года шаттл «Колумбия», завершая космический полёт миссии STS-3, совершил посадку в космопорту «Уайт-Сэндс» близ Аламогордо.

## География
Аламогордо расположен в западных предгорьях гор Сакраменто (Sacramento Mountains) на восточном берегу озера Тулароза. Средняя высота над уровнем моря — 1321 метр (4334 фута). По данным Бюро Статистики США, общая площадь городской территории — 50,2 км² (19,4 кв. мили). Наивысшая среднегодовая температура — 24 °C, низшая — 8 °C. Наиболее холодные месяцы — декабрь и январь, наиболее жаркие — июль и август. Среднегодовое количество осадков — 264,2 мм, основные осадки выпадают в летний период.

## Климат
| Показатель              | Янв.  | Фев. | Март  | Апр. | Май  | Июнь | Июль | Авг. | Сен. | Окт. | Нояб. | Дек.  | Год   |
| ----------------------- | ----- | ---- | ----- | ---- | ---- | ---- | ---- | ---- | ---- | ---- | ----- | ----- | ----- |
| Абсолютный максимум, °C | 24,4  | 27,2 | 32,2  | 36,1 | 40,0 | 43,3 | 43,3 | 41,1 | 38,8 | 35,5 | 31,1  | 25,5  | 43,3  |
| Средний максимум, °C    | 13,6  | 16,2 | 20,1  | 24,8 | 29,9 | 34,4 | 34,2 | 32,5 | 29,9 | 24,7 | 18,3  | 13,2  | 24,3  |
| Средняя температура, °C | 6,5   | 9,1  | 12,4  | 16,7 | 21,7 | 26,2 | 26,9 | 25,6 | 22,6 | 17,1 | 10,9  | 6,2   | 16,8  |
| Средний минимум, °C     | −0,5  | 1,8  | 4,7   | 8,6  | 13,5 | 18,1 | 19,7 | 18,8 | 15,4 | 9,4  | 3,5   | −0,7  | 9,3   |
| Абсолютный минимум, °C  | −25,5 | −15  | −12,2 | −6,6 | 0,0  | 5,0  | 9,4  | 10,0 | 0,5  | −5   | −17,7 | −18,3 | −25,5 |
| Норма осадков, мм       | 17    | 16   | 11    | 9    | 12   | 20   | 45   | 59   | 37   | 30   | 17    | 25    | 304   |
| Источник: NWS           |       |      |       |      |      |      |      |      |      |      |       |       |       |

## Демография

### Перепись 2000 года
По данным переписи 2000 года, в Аламогордо проживало 35 582 человека. В городе насчитывалось 13 704 домовладения и 9727 семей. Плотность населения 710 человек на 1 км² (1839 на 1 кв. милю). Количество домов в городе — 15 920, плотность застройки — 317,7 строений на 1 км² (822,8 на 1 кв. милю).
Расовый состав населения: 75,4 % белой расы, 32 % испаноговорящих всех рас, 5,6 % афроамериканцев, 1,1 % коренных американцев, 1,5 % национальностей Азии, 12,1 % национальностей Океании, 12,1 % других национальностей и 4,2 % смешанных двух и более национальностей.
Из 13 704 домовладений в 36,3 % имелись дети до 18 лет; 55,6 % занимали семейные пары; в 11,7 % проживали женщины без мужа; в 29 % — одинокие. Средний состав на одно домовладение — 2,57 человека, средний состав семьи — 3,07.
Средний возраст жителей — 34 года.
В 1999 году средний доход на домовладение составлял 30 928 долларов США, средний доход на семью — 35 673 доллара США. Средний заработок мужчин 28 163, женщин 18 860 долларов США. Средний доход на одного человека 14 662 доллара США. Примерно 13,2 % семей и 16,5 % населения жили ниже уровня бедности.

### Оценка 2007 года
По оценке Бюро статистики США, по состоянию на 1 июля 2007 года население Аламогордо составляло 35 607 человек.

## Экономика
Экономика округа Отеро и города Аламогордо базируется в основном на услугах, торговле и туризме, промышленное производство развито слабо. Средний доход в округе за 2006 год составил 22 798 долларов США, тогда как средний доход по штату Нью-Мексико составил 29 929 долларов.

### История экономики
Аламогордо был основан и развивался как город для обслуживания железной дороги в конце 19-го века. Промышленность начиналась с производства деревянных железнодорожных шпал. Владельцы железной дороги имели амбициозные планы по развитию города после окончания строительства и создали компанию по развитию Аламогордо. После создания в 1934 году национального памятника «Уайт-Сандс» (Белые Пески) одной из важных частей экономики стал туризм. В 1942 году началось строительство военного аэродрома, развившегося до действующей авиабазы ВВС США Холломан. С тех пор в городе сильно влияние федерального правительства США. Важной частью экономики является образование. В дополнение к местной школьной системе, в Аламогордо работает основанная в 1903 году школа штата Нью-Мексико для слепых и слабовидящих. В 1958 году в городе открыто отделение Университета штата Нью-Мексики (New Mexico State University).

### Влияние военных на экономику
Расположенная рядом с Аламогордо военно-воздушная база Холломан оказывает сильное влияние на экономику города и является наиболее крупным работодателем. По данным штаба 49-го истребительного крыла ВВС США, в январе 2008 года авиабаза насчитывала 6111 работников с общим годовым доходом около 211 миллионов долларов США. Косвенно с авиабазой связаны дополнительные 2047 работающих с годовым доходом 77 миллионов долларов. Общие затраты авиабазы в Аламогордо, включая доходы работников, строительство, снабжение, обслуживание, медицину и образование, оцениваются в 482 миллиона долларов.
В округе проживает примерно 6700 военных отставников. База используется в основном персоналом ВВС США, но на ней есть также персонал ВВС Германии. Всего на базе проживает 1383 военных и 1641 связанных с работой авиабазы человек. Вне базы проживают 2765 военных и 2942 гражданских работника. На авиабазе проводятся работы по модернизации армии США в рамках проекта «Future Combat Systems».
Кроме авиабазы Холломан, значительно влияние полигона «Форт Блисс» (Fort Bliss) и ракетного полигона «Белые Пески».

### Развитие экономики
В 1984 году был образован негосударственный Совет по развитию экономики округа Отеро и Аламогордо (Otero County Economic Development Council). Основными направлениями его деятельности являются создание рабочих мест и расширение деловой активности в округе. Роль Совета возросла после 2000 года в связи с введением налога с продаж, часть которого поступает на деятельность совета. Существует утверждённый план развития экономики. При помощи Совета привлечены работодатели:
- в ноябре 2001 открыта служба заказов фирмы «1-800-Flowers», получившая 1,25 миллиона долларов льготы по аренде от города Аламогордо, 50%-ное снижение налога от округа Отеро и 940 тысяч долларов от штата Нью-Мексико на обучение персонала.
- в 2006 году открыта кондитерская фабрика «Sunbaked Biscuits», получившая от штата 800 тысяч долларов на обучение персонала.
- в 2007 году созданная вместо фабрики «Sunbaked Biscuits» фабрика «Marietta Baking» получила беспроцентные кредиты, дополнительные средства на обучение персонала.
- в 2006 году создано подразделение компании «PreCheck Inc.», получившее 2,4 миллиона долларов налогового кредита, 1,5 миллиона долларов на программы обучения, 1,5 миллиона долларов на обустройство инфраструктуры и дорог, и 625 тысяч долларов от Аламогордо на реконструкцию инженерных сетей. Для него были выделены 20,8 акров земли.

Совет активно работает по привлечению кинокомпаний для проведения съёмок в округе. В 2007 году на съёмках фильма «Трансформеры» примерно 5,5 миллионов долларов было потрачено в Нью-Мексико, а около 1 миллиона непосредственно в Аламогордо. Совет финансировал конкурс школьных фильмов для обучения школьников особенностям киноиндустрии.
Некоторые надежды на развитие бизнеса связаны с проектами Космопорта Америка, расположенного близ Апхэма.

## Городское управление

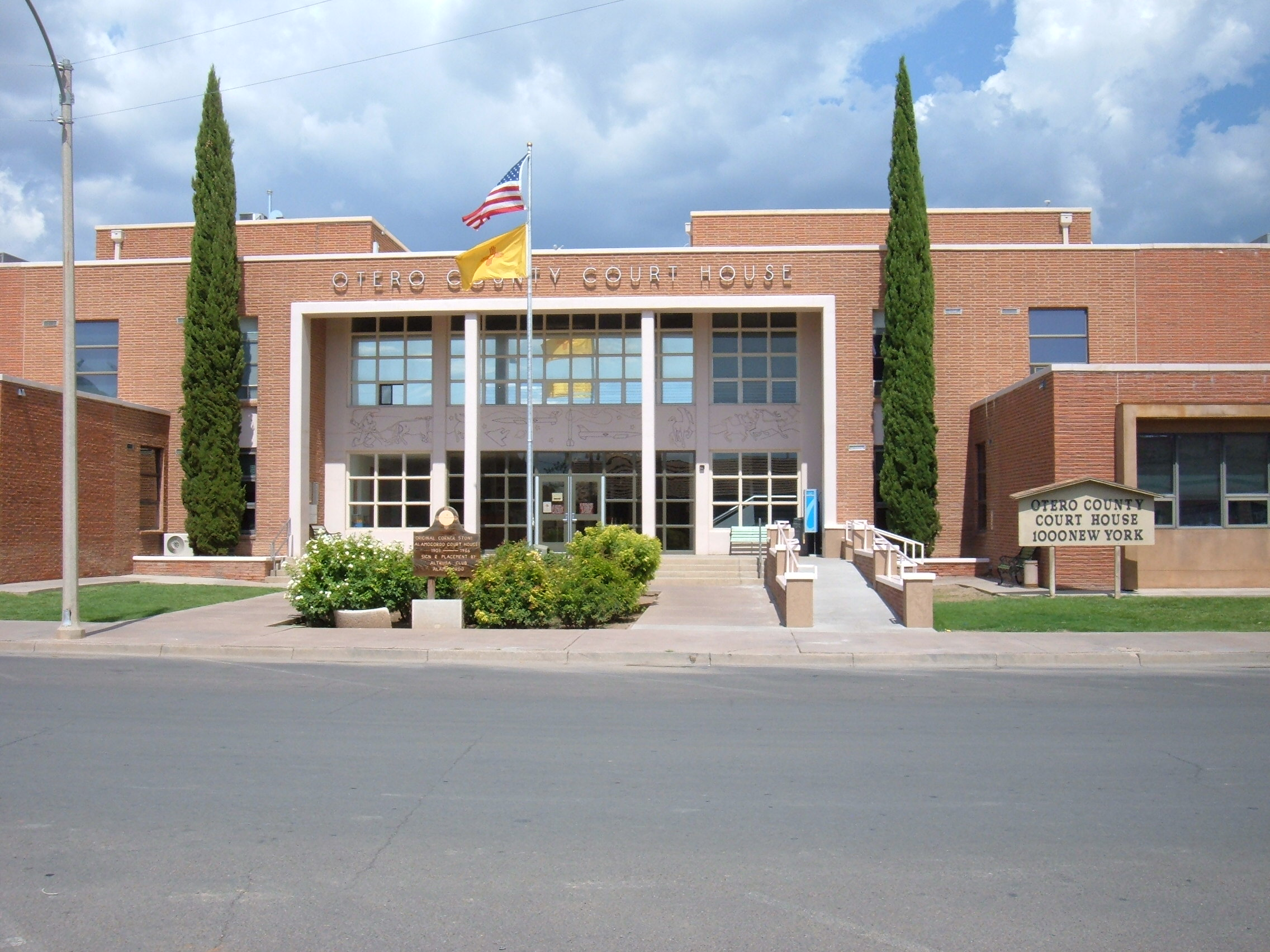
Здание суда округа Отеро в Аламогордо

Город Аламогордо образован в 1912 году. Его управление определяется собственной хартией, которая является первой частью Устава города. Управление осуществляется Советом (который в штате Нью-Мексико также называют Комиссией). В Совет входит семь членов, избираемых от городских округов на 4 года. Совет управляет городским правительством.
Финансовый год Аламогордо начинается 1 июля и заканчивается 30 июня следующего календарного года. Бюджет 2007/2008 финансового года по доходам запланирован в размере 61 454 402 доллара США, по расходам — 73 655 777 долларов. Бюджет города формируется за счёт:
- Налог на продажи, 31 %
- Гранты, 22 %
- Платежи пользователей, 19 %
- Налоги на имущество, 5 %
- Иные источники, 23 %

Городское правительство выпускает ежемесячно «City Profile», который доставляется в каждое домовладение города и размещается в электронном виде на городском веб-сайте. Городские новости также публикуются в блоге «Communiqué».

## Культура

### Театр
В городе работает две театральных труппы. Музыкальный театр Аламогордо делает в год две постановки в Центре Фликинджера (Flickinger Center for Performing Arts). Театр отделения Университета штата Нью-Мексико делает одну постановку в год в Центре Искусств Роховица на территории кампуса университета.

### Ежегодные события
Аламогордо является местом проведения ежегодного международного кинофестиваля «Белые пески» (The White Sands International Film Festival). Фестиваль проводится в течение недели в марте и собирает художественные и документальные фильмы со всего мира. Фестиваль активно поддерживает испаноязычных и местных авторов фильмов. Основан местными предпринимателями с участием специалиста по кастингу Донна Финна и писателя Сэма Смайли.
В последнюю субботу апреля в зоопарке Аламида проводится Пасхальная ярмарка.
Сельскохозяйственная ярмарка округа Отеро проводится ежегодно в начале августа на ярмарочной площади на пересечении Бульвара Белых Песков и Ярмарочной улицы. Она включает родео, выставку животных, розничную торговлю и фестивальное шествие.
Фестиваль Тополиного искусства и творчества проводится департаментом торговли города в День Труда в Парке Аламида. В основном это выставка ручных изделий, но в ней участвуют и музыкальные и кулинарные произведения.
Фестиваль воздушных шаров «Белые Пески» проводится ежегодно в конце сентября. Воздушные шары запускаются со стадиона Райнер-Стейнхоф на Первой улице или с территории национального памятника «Белые Пески». Маршрут полётов проходит над озером Тулароза.
В конце сентября подразделения ВВС Германии, базирующиеся на авиабазе Холломан, проводят Октоберфест. Для доставки жителей города на этот праздник организуют специальное автобусное сообщение.

### Музеи и достопримечательности
Музей истории освоения космоса включает богатую коллекцию артефактов, связанных с полётами в космос, а также международный зал космической славы. Шимпанзе Хэм, первый примат-космонавт, похоронен перед фасадом музея.
Исторический Музей представляет коллекцию экспонатов по истории Аламогордо и озера Тулароза. Это частный музей, управляемый «Историческим Обществом озера Тулароза» (Tularosa Basin Historical Society). В числе его экспонатов 47-звёздный государственный флаг США (Нью-Мексико стал 47-м штатом). В таком виде флаг просуществовал один месяц, до включения в состав США Аризоны.
Музей вооружённых сил представляет экспозицию о войнах, военном снаряжении и вооружениях.
На свалке близ Аламогордо в 1983 году было осуществлено массовое захоронение непроданных картриджей с играми, игровых приставок и домашних компьютеров, выпущенных Atari, Inc.

### Парки и места отдыха
В Аламогордо большое число мелких парков и несколько крупных.
Парк Аламида на западной стороне Бульвара Белых Песков между Десятой улицей и Веллс Роад. Большая часть территории засажена тополями. В южной части парка расположен зоопарк Аламида, самый старый зоопарк на юго-западе США. В северной части парка находится музей игрушечных железных дорог.
Парк Вашингтон расположен в центре города и ограничен Вашингтон и Орегон Авеню, Первой улицей и Индиан Веллс Роад. Некоторые городские здания находятся на территории парка. В северной части находится большая детская игровая площадка Kids Kingdom.
В городе есть общественные спортивные площадки и залы. Городу принадлежит гольф-клуб Desert Lakes Golf Course.
Вблизи города находятся
- Мемориальный парк Оливера Ли, примерно 16 километров на юг по шоссе 54
- Национальный памятник «Уайт-Сандс», примерно 24 километра на юго-запад по шоссе 70.
- Стрельбище Сидни Пол Гордон, примерно 4,8 км на север по 19 Рок-Клифф-Роуд.

## Образование
В образовательном округе Аламогордо 11 начальных школ, 3 средних школы и 2 высших школы. До 2008 года работали две частные школы: Академия Христианского Наследия и католическая школа Отца Джеймса Б. Хея. Третья частная школа, Академия Святого Образа, открыта в 2008 году.
Правительство Германии поддерживает работу в Аламогордо Немецкой школы для детей служащих авиабазы Холломан. В городе расположена школа штата Нью-Мексико для слепых и слабовидящих.
Высшее образование в городе представлено отделением Университета штата Нью-Мексико (New Mexico State University).
Общественная библиотека города и округа расположена в кампусе отделения университета.

## Средства массовой информации
В Аламогордо издаётся всего одна газета, «Аламогордо Дейли Ньюс», издатель МедиаНьюс Групп. Газета выходит шесть дней в неделю, кроме понедельника. В понедельник подписчики получают «Эль Пасо Таймс». Издатель также выпускает еженедельную газету «Холлограм» (Hollogram) для служащих авиабазы Холломан.
Работает одна местная телевизионная станция, несколько станций Лас-Крусеса, Альбукерке и Эль-Пасо вещают через трансляторы. Есть кабельное и спутниковое телевидение.
Работают две местные коммерческие радиостанции WP Broadcasting и Burt Broadcasting, каждая вещает на нескольких частотах в различных форматах.

## Инфраструктура

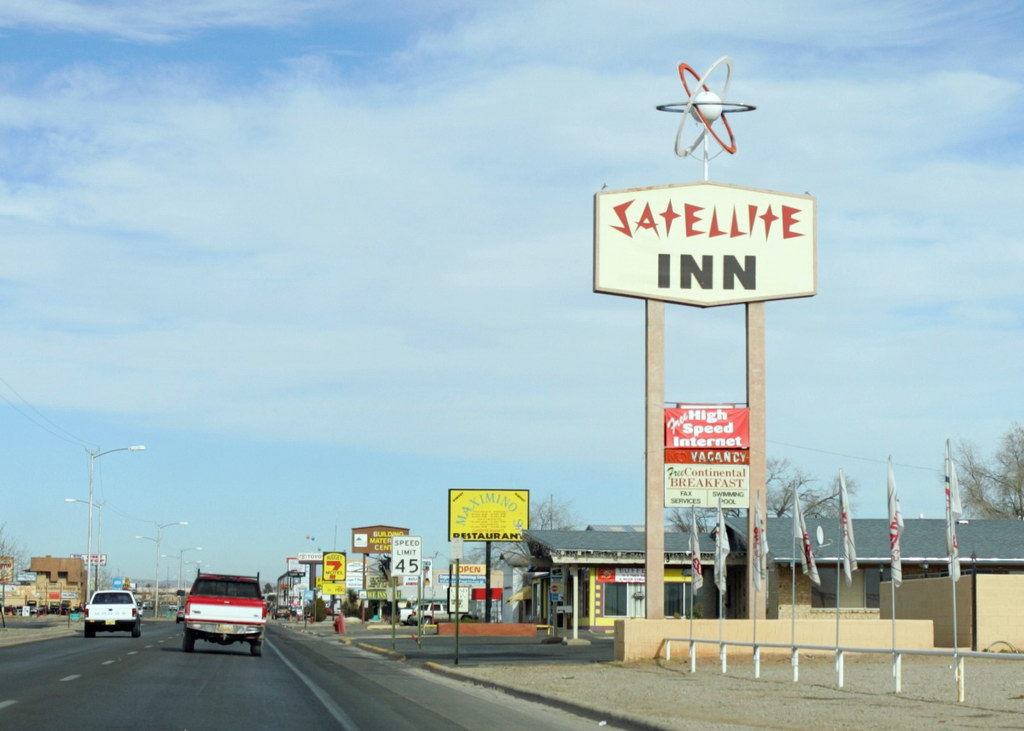
Бульвар Уайт-Сэндс, Аламогордо

### Транспорт
Через Аламогордо походят три федеральных шоссе:
- шоссе 54 (U.S. Route 54), входит в город с юга и сливается с шоссе 70. Шоссе 82 начинается в Аламогордо в месте слияния шоссе 54 и 70 в южной части города. В северной части шоссе 82 отделяется и поворачивает на восток в сторону гор Сакраменто и Национального леса Линкольн. Шоссе 54 и 70 разделяются ещё на несколько миль севернее возле населённого пункта Тулароза. В черте города шоссе 54 и 70 разделены на две линии — городскую, Бульвар Уайт-Сэндс, и объездное шоссе памяти Чарли Т. Ли (Charlie T. Lee Memorial Relief Route), проходящее западнее города.
- шоссе 70 (U.S. Route 70)
- шоссе 82 (U.S. Route 82)

В городе функционирует муниципальный аэропорт «Аламогордо-Белые Пески».
Автобусное сообщение обеспечивается компанией «Грэйхаунд Лайнз» (Greyhound Lines). В городе действуют две компании такси. Город создал разветвлённую сеть велосипедных и пеших дорожек. Одним из перспективных проектов считается создание пешеходных маршрутов по насыпям старых железных дорог.

### Инженерные сети
Снабжение электроэнергией и газом в городе осуществляет крупная компания штата «PNM Resources». За пределами города газоснабжение осуществляет компания «Otero County Electric Cooperative», но многие загородные домовладения не имеют газовой сети и используют сжиженный газ в баллонах.
В Аламогордо действует режим «тёмного неба» по снижению светового излучения в тёмное время суток. Режим связан с деятельностью солнечных и звёздных обсерваторий, расположенных в горах Сакраменто.
Водоснабжение в городе осуществляется через систему водопровода, загородные дома имеют отдельные источники воды. В городе создана система использования по очистке и использованию сточных вод для полива газонов гольф-клуба и производственных нужд.

## Здравоохранение
Основное учреждение здравоохранения — региональный медицинский центр Джеральд Чемпион (Gerald Champion Regional Medical Center), располагающий 99 местами для стационарных больных. Это общее учреждение для гражданских и военных, действует и как госпиталь для базы ВВС Холломан.
Уровень здравоохранения в городе средний для штата Нью-Мексико, а сам штат находится на 38 месте по отчёту 2007 года по США (по отчёту 2005 года — 40 место). В книге Нормана Д. Форда (Norman D. Ford), в котором приводятся 50 мест в США, наиболее привлекательных по показателям здоровья, 6 мест находятся в штате Нью-Мексико, и Аламогордо входит в их число. Это обстоятельство активно используется для привлечения внимания к городским проблемам и развитию города. В свою очередь, такое мнение о городе следует из значительных усилий городского сообщества по улучшению условий жизни.

## Известные уроженцы и жители

### Родились в Аламогордо
- Синди Чавес, вице-мэр Сан-Хосе
- Эдвард Кондон, физик
- Эдвин Л. Мечем, губернатор штата Нью-Мексико в 1951—1955, 1957—1959 и 1961—1962; сенатор США от штата Нью-Мексико в 1962—1964.
- Гленн Стрэйндж, киноактёр в вестернах, родился в местечке Уид (Weed) близ Аламогордо.

### Жители
- Алан Хэйл, астроном
- Эжен Мэнлав Родес, писатель вестернов